# Touto
Il termine osco touto indicava l'organismo composito, ossia l'unità politica corporativa a base territoriale variabile che costituiva lo "Stato" dei popoli sabellici, in particolare dei Sanniti. Era un insieme tribale, stanziato in un territorio non precisamente definito, legato da un forte vincolo di solidarietà tra i suoi membri e da una comune fedeltà verso un esponente o guida: la memoria condivisa rafforzava la coesione fra gli appartenenti a uno stesso touto.
Era estraneo ai Sanniti il concetto di città-Stato: «essi concepivano piuttosto un'area territoriale in cui la presenza di agglomerati urbani era più o meno accidentale, benché questi potessero essere usati come centri in cui si svolgevano gli affari della tribù».

## Etimologia
In lingua osca il termine touto (o touta) indicava letteralmente il "popolo" o la "città" in senso lato; deriva dall'indoeuropeo *teuta attestato in numerose famiglie linguistiche indoeuropee: antico irlandese tuath ("tribù, popolo"), gotico þiuda ("popolo"), lituano tautà ("popolo"), latino [Roma] tota ("popolo di Roma" > "tutta Roma", da cui totus, "tutto"). È attestato anche come etnonimo in area germanica: tedesco Deutsch ("tedesco"), latino Teutones ("Teutoni"). In area iranica lo si ritrova nel persiano moderno "toudé" توده ("massa, popolo"). 

## Ipagussannitici
Il touto, impropriamente equiparato al populus romanus, comprendeva un numero più o meno ampio di pagus (villaggi e città minori) che ne costituivano dei distretti. Il pagus sabellico, più che un municipium romano, era una porzione di territorio, non definito da limiti, su cui era insediato un gruppo che si riconosceva nello stesso touto; un pagus poteva avere uno o più villaggi chiusi da opere difensive.
L'elemento soggettivo costitutivo del touto era il comune senso di appartenenza ad uno stesso insieme tribale: «I Sanniti si trovavano il quella fase preurbana in cui la comunità formava la base del sistema politico». Dal touto derivavano la propria autorità, attraverso investitura dal basso, i magistrati sabellici, i meddix.
I pagus erano quindi organismi decentrati del touto che svolgevano funzioni a carattere prevalentemente locale e che trovavano il proprio elemento unificante e rappresentativo nel meddix tuticus (in osco meddíss tovtíks), il sommo magistrato che li guidava.

### Letteratura storiografica
- Giacomo Devoto, Gli antichi Italici, 2ª ed., Firenze, Vallecchi, 1951.
- (DE) B. Kaiser, Untersuchungen zur Geschicht der Samniten, 1907.
- J. Patterson, Sanniti, Liguri e Romani, Comune, Circello, 1988, BNI 891127.
- Edward T. Salmon, Il Sannio e i Sanniti, Torino, Einaudi, 1995. ISBN 8806136895. (ed. or. Edward T. Salmon, Samnium and the Samnites, (in inglese) Cambridge, Cambridge University Press, 1967.)
- F. Sartori, Problemi di storia costituzionale italiota, L'Erma di Bretschneider, Roma, 1953.
- Marta Sordi, Roma e i Sanniti, Bologna, 1969.
- G. Tagliamonte, I Sanniti, Caudini, Irpini, Pentri, Carricini, Frentani, Longanesi, Milano, 1997, ISBN 88-304-1372-0.
- Francisco Villar, Gli Indoeuropei e le origini dell'Europa, Bologna, Il Mulino, 1997, ISBN 88-15-05708-0.

### Atti, miscellanee e riviste
- Safinim: i Sanniti, vicende, ricerche, contributi. Atti del convegno di Agnone. Isernia, C. Iannone, 1993.
- G. Camporeale, La terminologia magistratuale nelle lingue oscoumbre, in Atti dell'Accademia toscana di Scienze e lettere, 1956.
- V. Cianfarani, Touta Marouca, in Studi in onore di A. Calderini e R. Paribeni, Milano, 1956.
- F. P. Garofalo, Sui meddices, in Rendiconti dell'Accademia dei Lincei, XII, 1903.
- Adriano La Regina, Note sulla formazione dei centri urbani in area sabellica, in Atti del convegno di studi sulla città preromana, Imola, 1970.
- Adriano La Regina, I territori sabellici e sannitici, in Dialoghi di Archeologia, IV-V, 1971.
- M. Pallottino, Le origini storiche dei popoli italici, in Relazioni al congresso internazionale di Scienze storiche, Roma, 1955.
- A. Sogliano, Sanniti ed Oschi, in Rendiconti dell'Accademia dei Lincei, XXI, 1912.